# عمر الجبالی
عمر الجبالی (انگلیسی: Amor Jebali؛ زادهٔ ۲۴ دسامبر ۱۹۵۳) بازیکن سابق فوتبال اهل تونس است.
وی عضو تیم ملی فوتبال تونس در جام جهانی فوتبال ۱۹۷۸ بوده است.